# یواس‌اس ری (اس‌اس-۲۷۱)
یواس‌اس ری (اس‌اس-۲۷۱) (به انگلیسی: USS Ray (SS-271)) یک زیردریایی بود که طول آن ۳۱۱ فوت ۹ اینچ (۹۵٫۰۲ متر) بود. این زیردریایی در سال ۱۹۴۳ ساخته شد.